# 영암 종씨
영암 종씨(靈岩鍾氏)는 전라남도 영암군을 본관으로 하는 한국의 성씨이다.
시조인 종석은 조선에서 통정대부(通政大夫)른 지냈다고 한다.

## 참고 자료
- “영암(하음·강화)종씨 靈岩(河陰·江華)鍾氏”. 부천족보전문도서관. 2022년 11월 30일에 원본 문서에서 보존된 문서.